# 109 Dywizja Pancerna (ZSRR)
109 Dywizja Pancerna – związek taktyczny wojsk pancernych Armii Czerwonej okresu II wojny światowej.

## Działania bojowe
Sformowana w Moskiewskim Okręgu Wojskowym w Kubince w lipcu 1941 roku na bazie przybyłej z Chabarowska 59 Dywizji Pancernej. W składzie 43 Armii Frontu Rezerwowego uczestniczyła w kontruderzeniu pod Jelnią. W czasie nieustannie prowadzonych frontalnych ataków na pozycje 2 Grupy Pancernej uległa prawie całkowitemu zniszczeniu. Resztki dywizji przeformowane w dniu 16 września w 148 Brygadę Pancerną.

## Podporządkowanie
| Data                 | Front (Okręg)   | Armia    | Korpus (Grupa) | Uwagi |
| -------------------- | --------------- | -------- | -------------- | ----- |
| 20 lipca 1941 roku   | Front Rezerwowy | 33 Armia |                |       |
| 6 sierpnia 1941 roku | Front Rezerwowy | 43 Armia |                |       |

## Skład
- 218 pułk czołgów
- 219 pułk czołgów
- 109 pułk zmotoryzowany
- 109 pułk haubic
- 109 batalion rozpoznawczy
- 109 samodzielny dywizjon przeciwlotniczy
- 109 samodzielny batalion łączności
- 109 batalion transportowy
- 109 batalion remontowy
- 109 batalion pontonowo-mostowy
- 109 batalion medyczno-sanitarny
- 109 kompania regulacji ruchu
- 109 piekarnia polowa
- 923 poczta polowa
- ??? polowa kasa Gosbanku.

## Wyposażenie
Na dzień 18.08.1941 roku:
- czołgi: 82 T-26, 13 ChT-130 (T-26 z miotaczem płomieni)), 20 T-34, 7 KW-1, 22 BT, 10 T-40,
- samochody pancerne: 10 BA-10, 13 BA-20.

W dniach 30.08 - 01.09.1941 dywizja straciła w walkach: 
- czołgi: 3 KW-1, 6 Т-34, 44 Т-26, 11 ChТ-130, 8 BT,
- samochody pancerne: 1 BA-10, 1 BA-20.